# Radio Darwina
Radio Darwina (tyt. oryg. Darwin’s Radio) – powieść fantastycznonaukowa amerykańskiego pisarza Grega Beara. Powieść ukazała się w 1999 r., polskie wydanie, w tłumaczeniu Janusza Pultyna, wydało Wydawnictwo Solaris w 2009 r. w serii Klasyka Science Fiction. Powieść otrzymała nagrody: Nebula oraz Endeavour w 2000 r. Dalszy ciąg historii jest opisany w powieści Dzieci Darwina.

## Fabuła
Amerykański paleontolog Mitch Rafelson odkrywa w jaskini w Alpach nietknięte od tysięcy lat ciała rodziny neandertalczyków. Biolog Kaye Lang jest zdania, że w DNA ludzi kryją się pradawne choroby, które od lat czekają tylko na impuls, by móc ponownie wyzwalać epidemie. Wkrótce jej przewidywania się spełniają – z naszego genomu wydobywa się wirus, nazwany imieniem indyjskiego boga śmierci, Śiwy, który powoduje poronienia u zarażonych kobiet. Ludzkości grozi zagłada, władze podejmują radykalne środki, dochodzi do zamieszek i prześladowań kobiet. Jednak naukowcy w katastrofie dostrzegają coś więcej – wirus prawdopodobnie wyzwala zmianę ewolucyjną i przyjście na świat nowego gatunku człowieka.